# Digitivalva arnicella
Espèce
Synonymes
- Acrolepia arnicella Heyden, 1863
- Acrolepia adjectella Heyden, 1863

Digitivalva arnicella est une espèce de lépidoptères de la famille des Glyphipterigidae. Elle compte parmi les teignes.  À l'instar des diptères Tephritis arnicae, Phytomyza arnicae et Melanagromyza arnicarum, sa chenille est en association exclusive avec Arnica montana. Elle partage le nom français de Mineuse de l'arnica avec Phytomyza arnicae.
La chenille s'alimente des feuilles d'Arnica des montagnes dans lesquelles elle creuse des galeries. Au début, sa mine est vert clair, étroite, parfois ramifiée, puis s’élargit en une ligne centrale irrégulière. La chenille se déplace souvent vers une autre feuille. Le développement de sa chrysalide s'effectue dans une mine séparée sur la surface inférieure de la feuille.
Cette espèce est présente en Autriche, en Belgique, au Danemark, en France, en Allemagne, en Hongrie, en Italie, en Lituanie et en Norvège. En France, l'imago est répertoriée sur les pentes du puy de Sancy en juin. Sa plante-hôte étant en forte régression du fait des changements de pratiques agricoles, les populations de D. arnicella sont elles-mêmes menacées. De plus, sa chenille serait particulièrement sensible aux fauches précoces.